# Dravetov sindrom
Dravetov sindrom (teška mioklona epilepsija u djetinjstvu, GEFS, SMEI) je vrlo rijedak i katastrofičan oblik epilepsije koji počinje tojekom prve godine života. GEFS je simptomatski autozomalno dominantni poremećaj kod koga oboleli mogu da manifestuju brojne epoleptičke fenotipe. Prvi napadi koji se javljaju, najčešće su povezani uz visoku temperaturu (febrilne konvulzije), dužeg su trajanja i teško ih je kontrolisati, što zahtijeva poseban medicinski tretman.
Bolest se u punom obliku razvija tojekom druge godine života, kad se uz grand mal (toničko – kloničke) napade javljaju i svi ostali oblici napada: mioklonizmi, apsansi (zagledavanja), parcijalni napadi te status epilepticus napadi, dugotrajni napadi koji se obrađuju bolnički uz antiedematoznu terapiju. To je izuzetnoopasno stanje u kojem je život djeteta ugrožen.
Rani razvoj djeteta je uredan, no nakon druge godine života, kad napadi postaju učestaliji i ustrajniji (u svako doba dana i noć) javlja se psihomotorna retardacija i drugi neurološki deficiti. Pojedine vještine se u potpunosti gube, razvoj se naglo usporava, a posebno je pogođen razvoj govora.
Mnogu djecu prate različiti poremećaji i teškoće:
- poremećaji u ponašanju, uključujući i psihoze
- poremećaje kretanja i ravnoteže
- ortopedske teškoće
- poremećaje rasta i prehrane
- teškoće spavanja
- hronične infekcije gornjih dišnih puteva
- poremećaj senzorne integracije
- poremećaj regulacije tjelesne temperature i znojenja

Dijagnozu je važno uspostaviti što prije, pri čemu bolnica i dobar liječnik imaju glavnu ulogu u tom. Dijagnostička obrada se sastoji od niza pretraga kao što su CT i MR mozga, metaboličke obrade, lumbalne punkcije, laboratorijskih testova, biopsije mišića i kože te EEG snimanja. U djece s Dravet sindromom svi nalazi, osim EEG-a, koji povremeno pokazuje paroksizmalna izbijanja, su uredni i u granicama normale za dob .
Teška mioklona epilepsija dječje dobi nije povezana sa značajnom patologijom mozga što se vidi i iz CT i MR snimanja, koja ne pokazuju nikakve abnormalnosti. Etiološka pozadina je genetska. Kod većine djece (70%) s Dravet sindromom potvrđena je mutacija SCN1A gena. Taj gen sadrži DNA kod za stvaranje proteina, koji pomaže u kontroli električne aktivnosti u ćelijama mozga. Mutacijom tog gena, djeca zapravo imaju vrlo nizak prag podražljivosti, postaju prepodražljiva i napadi su često isprovocirani različitim okidačima (trigeri) napada. Najčešće se radi o novonastaloj (de novo) mutaciji, koja se dokazuje vrlo lako – krvnim DNK testom.
Prognoze su vrlo nepovoljne. Djeca su uporno pogođena velikim brojem različitih napada, a liječenje je razočaravajuće. Stopa smrtnosti je vrlo visoka, od 15,9%-18%. Uzroci smrti su različiti, uključujući nesreće, utapanja, infekcije, status napade te iznenadne neočekivane smrti.
Tešku mioklonu epilepsiju u djetinjstvu (engl. Severe myoclonic epilepsy of infancy - SMEI) opisao ja francuski pedijatar i neurolog Šarlota Dravet 1978. godine, te je po njoj sindrom nazvan.

## Spoljašnje veze
|  | Molimo Vas, obratite pažnju na važno upozorenje u vezi sa temama iz oblasti medicine (zdravlja). |